# 島屋東入口
島屋東入口（しまやひがしいりぐち）は、大阪府大阪市此花区島屋にあった、阪神高速道路2号淀川左岸線の入口。湾岸線方面への入口のみあるハーフICであった。
なお、淀川左岸線からの出口が並行しているが、これは島屋出口であり「島屋東出口」という出口は存在しなかった。

## 歴史
2001年、ユニバーサル・スタジオ・ジャパン開業後に島屋入口の利用が集中する可能性を鑑み、混雑緩和を目的に設置された。高架からトンネルに入る予定の淀川左岸線が地上に達する地点に、暫定的な形で設置されていた。そのため、出入口番号は振られていなかった。
淀川左岸線の延伸工事に伴い、2011年12月1日午前0時をもって廃止された。

### 年表
- 2001年3月30日 - 供用開始。
- 2011年12月1日 - 廃止。

## 道路
- 阪神高速2号淀川左岸線（暫定）

## 連絡していた道路
- 北港通

## 料金所

### 島屋東料金所
- ブース数：1[4]

島屋入口の料金所と並んで設置されていた。

## 周辺
- ユニバーサル・スタジオ・ジャパン
- 新大阪郵便局
- 住友金属工業関西製造所などがあり工場地帯が広がる。トラックの通行も多かった。

## 隣
阪神高速2号淀川左岸線
(2-03)島屋出入口 - 島屋東入口（廃止） - (2-04)正蓮寺川出入口
※島屋東入口供用時は正蓮寺川出入口方面は未開通。